# Biblioteca Economica Newton
Elenco delle uscite della serie Biblioteca Economica della casa editrice Newton Compton.
Alcune uscite, di cui non è stato possibile reperire il titolo, sono contrassegnate con un trattino (-).

## Elenco uscite
| Numero | Autore                       | Titolo |
| ------ | ---------------------------- | --- |
| 1      | Dante Alighieri              | Divina Commedia |
| 2      | Thomas Mann                  | I Buddenbrook. Decadenza di una famiglia |
| 3      | E. M. Forster                | Camera con vista |
| 4      | Luigi Pirandello             | L'esclusa |
| 5      | David Herbert Lawrence       | L'amante di Lady Chatterley |
| 6      | Stendhal                     | Il rosso e il nero |
| 7      | Franz Kafka                  | Il processo |
| 8      | Grazia Deledda               | Canne al vento |
| 9      | James Joyce                  | Gente di Dublino |
| 10     | Giovanni Verga               | Tutte le novelle |
| 11     | Mary Shelley                 | Frankenstein o il moderno Prometeo |
| 12     | Michail Bulgakov             | Il maestro e Margherita |
| 13     | Virginia Woolf               | La crociera |
| 14     | Jane Austen                  | L'abbazia di Northanger |
| 15     | Aleksandr Isaevič Solženicyn | Padiglione cancro |
| 16     | Ernest Renan                 | Vita di Gesù |
| 17     | Émile Zola                   | Nanà |
| 18     | Italo Svevo                  | Senilità |
| 19     | Grazia Deledda               | Marianna Sirca |
| 20     | Fëdor Dostoevskij            | Delitto e castigo |
| 21     | Honoré de Balzac             | Eugenia Grandet |
| 22     | Gabriele D'Annunzio          | Il piacere |
| 23     | Giovanni Boccaccio           | Decameron |
| 24     | Gustave Flaubert             | Madame Bovary |
| 25     | Aleksandr Sergeevič Puškin   | La figlia del capitano e Storia di Pugacëv |
| 26     | Giorgio Saviane              | Il papa (Contemporanei) |
| 27     | Stanislao Nievo              | Il prato in fondo al mare (Contemporanei) |
| 28     | Charlotte Brontë             | Jane Eyre |
| 29     | Oscar Wilde                  | Il ritratto di Dorian Gray |
| 30     | Robert Musil                 | Il giovane Törless |
| 31     | Italo Svevo                  | La coscienza di Zeno |
| 32     | Fëdor Dostoevskij            | Il giocatore |
| 33     | Edith Wharton                | I ragazzi |
| 34     | Ivo Andrić                   | Racconti di Bosnia |
| 35     | E.T.A. Hoffmann              | Notturni |
| 36     | William Somerset Maugham     | Il mago |
| 37     | Arthur Conan Doyle           | Il mastino dei Baskerville |
| 38     | Luigi Pirandello             | Tre madri, Così è (se vi pare), Come prima, meglio di prima, La vita che ti diedi                                                             |
| 39     | Herman Melville              | Moby Dick |
| 40     | David Herbert Lawrence       | Il serpente piumato |
| 41     | Émile Zola                   | Thérèse Raquin |
| 42     | Gabriele D'Annunzio          | L'innocente |
| 43     | Howard Phillips Lovecraft    | I miti di Cthulhu |
| 44     | Heinrich Mann                | L'angelo azzurro |
| 45     | Colette                      | Chéri |
| 46     | Gabriele D'Annunzio          | Le novelle della Pescara |
| 47     | Émile Zola                   | La bestia umana |
| 48     | Giovanni Verga               | I Malavoglia |
| 49     | William Somerset Maugham     | La signora Craddock |
| 50     | Luigi Pirandello             | Il fu Mattia Pascal |
| 51     | Vicente Blasco Ibáñez        | Sangue e arena |
| 52     | Grazia Deledda               | La giustizia |
| 53     | Colette                      | Claudine. Claudine a scuola, Claudine a Parigi, Claudine sposata, Claudine se ne va                                                           |
| 54     | Fëdor Dostoevskij            | L'idiota |
| 55     | Luigi Pirandello             | Suo marito |
| 56     | Vicente Blasco Ibáñez        | I quattro cavalieri dell'Apocalisse |
| 57     | Gabriele D'Annunzio          | Forse che sì forse che no |
| 58     | Stendhal                     | La Certosa di Parma |
| 59     | Émile Zola                   | L'ammazzatoio |
| 60     | Giorgio Saviane              | Il passo lungo (Contemporanei) |
| 61     | Giovanni Verga               | Mastro-don Gesualdo |
| 62     | Antonio Fogazzaro            | Piccolo mondo antico |
| 63     | Edgar Allan Poe              | Racconti di fantascienza |
| 64     | Gabriele D'Annunzio          | Il fuoco |
| 65     | Luigi Pirandello             | Uno, nessuno e centomila |
| 66     | Honoré de Balzac             | Illusioni perdute |
| 67     | James Joyce                  | Ritratto dell'artista da giovane |
| 68     | Lev Tolstoj                  | Resurrezione |
| 69     | Walter Scott                 | Ivanhoe |
| 70     | Nathaniel Hawthorne          | La lettera scarlatta |
| 71     | Théophile Gautier            | Il romanzo della mummia |
| 72     | Fëdor Dostoevskij            | Memorie dalla casa dei morti |
| 73     | Francis Scott Fitzgerald     | Al di qua del Paradiso |
| 74     | Lev Tolstoj                  | I cosacchi |
| 75     | Jane Austen                  | Senno e sensibilità |
| 76     | Federico De Roberto          | I Viceré |
| 77     | Louisa May Alcott            | Un lungo fatale inseguimento d'amore |
| 78     | Fëdor Dostoevskij            | Povera gente |
| 79     | Edith Wharton                | L'età dell'innocenza |
| 80     | Ignazio Silone               | Il segreto di Luca |
| 81     | E. M. Forster                | Casa Howard |
| 82     | Bram Stoker                  | Dracula |
| 83     | Jane Austen                  | Orgoglio e pregiudizio |
| 84     | Ernest Hemingway             | Per chi suona la campana |
| 85     | Émile Zola                   | Il denaro |
| 86     | G.K. Chesterton              | Il Club dei mestieri stravaganti |
| 87     | Johann Wolfgang von Goethe   | Le affinità elettive |
| 88     | Torquato Tasso               | Gerusalemme liberata |
| 89     | Marcel Proust                | Un amore di Swann |
| 90     | Fëdor Dostoevskij            | L'adolescente |
| 91     | Franz Kafka                  | La metamorfosi e altri racconti |
| 92     | Charles Baudelaire           | Paradisi artificiali. Del vino e dell'hashish, Il poema dell'hashish, Un mangiatore d'oppio                                                   |
| 93     | Honoré de Balzac             | Un tenebroso affare |
| 94     | Jane Austen                  | Persuasione |
| 95     | Hermann Hesse                | Storie di vagabondaggio. Voglia di viaggiare, Vagabondaggio, Pellegrinaggio d'autunno, Knulp                                                  |
| 96     | Robert Louis Stevenson       | Il dr. Jekyll e mr. Hyde e altri racconti dell'orrore. Il ladro di cadaveri, Janet la storta, I Merry Men, Olalla, Il Diavolo nella bottiglia |
| 97     | Francis Scott Fitzgerald     | Maschiette e filosofi |
| 98     | Jane Austen                  | Emma |
| 99     | Victor Hugo                  | Notre-Dame de Paris |
| 100    | Goethe                       | I dolori del giovane Werther |
| 101    | Luigi Pirandello             | Sei personaggi in cerca d'autore Ciascuno a suo modo Questa sera si recita a soggetto                                                         |
| 102    | Antonio Fogazzaro            | Malombra |
| 103    | Émile Zola                   | Il ventre di Parigi |
| 104    | Oscar Wilde                  | Tutti i racconti |
| 105    | William Shakespeare          | Romeo e Giulietta, Amleto, Otello |
| 106    | Lev Tolstoj                  | Infanzia, Adolescenza, Giovinezza |
| 107    | Raymond Radiguet             | Il diavolo in corpo |
| 108    | Michail Bulgakov             | Cuore di cane, Diavoleide, Le uova fatali |
| 109    | Virginia Woolf               | Mrs Dalloway |
| 110    | Emma Orczy                   | La primula rossa |
| 111    | Henry James                  | Le ali della colomba |
| 112    | Fëdor Dostoevskij            | Memorie dal sottosuolo |
| 113    | Joris-Karl Huysmans          | Controcorrente |
| 114    | Ugo Foscolo                  | Ultime lettere di Jacopo Ortis |
| 115    | Henry James                  | Washington Square |
| 116    | Luigi Capuana                | Il marchese di Roccaverdina |
| 117    | Charles Dickens              | Grandi speranze |
| 118    | Gaston Leroux                | Il fantasma dell'Opera |
| 119    | Émile Zola                   | La disfatta |
| 120    | Jane Austen                  | Mansfield Park |
| 121    | Honoré de Balzac             | La cugina Bette |
| 122    | Emily Brontë                 | Cime tempestose |
| 123    | P.A.F. Choderlos de Laclos   | Le relazioni pericolose |
| 124    | Edmondo De Amicis            | Cuore |
| 125    | Luigi Pirandello             | I vecchi e i giovani |
| 126    | Alexandre Dumas              | La signora delle Camelie |
| 127    | Voltaire                     | Candido, L'Ingenuo, Zadig |
| 128    | Émile Zola                   | Germinal |
| 129    | Virginia Woolf               | Gita al faro |
| 130    | Edgar Rice Burroughs         | Tarzan delle scimmie |
| 131    | Hermann Hesse                | Romanzi brevi |
| 132    | Jack Kerouac                 | La città e la metropoli |
| 133    | David Herbert Lawrence       | Donne innamorate |
| 134    | Carlo Collodi                | Le avventure di Pinocchio |
| 135    | Virginia Woolf               | Orlando |
| 136    | Alessandro Manzoni           | I promessi sposi |
| 137    | Italo Svevo                  | Una vita |
| 138    | Alexandre Dumas              | Napoleone |
| 139    | Robert Louis Stevenson       | L'isola del tesoro |
| 140    | Rudyard Kipling              | I libri della Jungla |
| 141    | Arthur Schnitzler            | Doppio sogno |
| 142    | Giovanni Verga               | Storia di una capinera |
| 143    | Jerome Klapka Jerome         | Tre uomini in barca e Tre uomini a zonzo |
| 144    | Ferenc Molnár                | I ragazzi della via Pál |
| 145    | Fëdor Dostoevskij            | Le notti bianche, La mite Il sogno di un uomo ridicolo                                                                                        |
| 146    | D.A.F. de Sade               | Le 120 giornate di Sodoma |
| 147    | Franz Kafka                  | Il Castello |
| 148    | Edgar Allan Poe              | Le avventure di Gordon Pym |
| 149    | Alexandre Dumas              | Garibaldi |
| 150    | Victor Hugo                  | Il Novantatré |
| 151    | Charles Dickens              | Tempi difficili |
| 152    | Daniel Defoe                 | Robinson Crusoe |
| 153    | David Herbert Lawrence       | Figli e amanti |
| 154    | Fëdor Dostoevskij            | I demoni |
| 155    | Honoré de Balzac             | Papà Goriot |
| 156    | Charles Dickens              | David Copperfield |
| 157    | Théophile Gautier            | Capitan Fracassa |
| 158    | D.A.F. de Sade               | Justine ovvero le disgrazie della virtù |
| 159    | Théophile Gautier            | Mademoiselle de Maupin |
| 160    | William Makepeace Thackeray  | La fiera delle vanità |
| 161    | Arthur Schnitzler            | La signorina Else |
| 162    | Lew Wallace                  | Ben Hur |
| 163    | Franz Kafka                  | Tutti i racconti |
| 164    | Edward Bulwer-Lytton         | Gli ultimi giorni di Pompei |
| 165    | Jules Verne                  | Il giro del mondo in 80 giorni |
| 166    | Victor Hugo                  | L'uomo che ride |
| 167    | Charles Dickens              | Oliver Twist |
| 168    | Arthur Schnitzler            | Il ritorno di Casanova |
| 169    | Lev Tolstoj                  | Anna Karenina |
| 170    | Henry James                  | Le bostoniane |
| 171    | Francis Scott Fitzgerald     | Belli e dannati |
| 172    | William Makepeace Thackeray  | Barry Lyndon |
| 173    | Jakob Wassermann             | Il caso Maurizius |
| 174    | Henry James                  | Ritratto di signora |
| 175    | Rudyard Kipling              | Capitani coraggiosi |
| 176    | Lewis Carroll                | Alice nel Paese delle Meraviglie, Attraverso lo specchio magico                                                                               |
| 177    | James Fenimore Cooper        | L'ultimo dei Mohicani |
| 178    | Robert Louis Stevenson       | La freccia nera |
| 179    | D.A.F. de Sade               | La nuova Justine |
| 180    | William Somerset Maugham     | Schiavo d'amore |
| 181    | Charles Dickens              | Il Circolo Pickwick |
| 182    | Madame Campan                | La vita segreta di Maria Antonietta |
| 183    | Fëdor Dostoevskij            | I fratelli Karamazov |
| 184    | Rudyard Kipling              | Kim |
| 185    | Franz Kafka                  | America |
| 186    | Joseph Conrad                | Romanzi del mare |
| 187    | Arthur Conan Doyle           | Le avventure di Sherlock Holmes |
| 188    | Mark Twain                   | Le avventure di Tom Sawyer |
| 189    | Jack London                  | Il richiamo della foresta, Zanna Bianca e altre storie di cani                                                                                |
| 190    | Washington Irving            | Il mistero di Sleepy Hollow e altri racconti                                                                                                  |
| 191    | Mark Twain                   | Le avventure di Huckleberry Finn |
| 192    | Jesse Edward James Jr.       | La vera storia di Jesse James |
| 193    | anonimo                      | Sweeney Todd |
| 194    | H.P. Lovecraft               | I racconti del Necronomicon |
| 195    | Charles Dickens              | Le due città |
| 196    | Henry James                  | Giro di vite |
| 197    | Joseph Sheridan Le Fanu      | Carmilla e altri racconti di fantasmi e vampiri                                                                                               |
| 198    | Arthur Conan Doyle           | Il ritorno di Sherlock Holmes |
| 199    | Joseph Conrad                | Cuore di tenebra e altri racconti d'avventura                                                                                                 |
| 200    | Edith Wharton                | Storie di fantasmi |
| 201    | Agatha Christie              | Poirot e il mistero di Styles Court |
| 202    | Katherine Mansfield          | Tutti i racconti |
| 203    | Jonathan Swift               | I viaggi di Gulliver |
| 204    | Emilio Salgari               | Le tigri di Mompracem |
| 205    | Denis Diderot                | I gioielli indiscreti |
| 206    | Nikolaj Vasil'evič Gogol'    | Tutti i racconti |
| 207    | Jules Verne                  | Viaggio al centro della Terra |
| 208    | Lev Tolstoj                  | Sonata a Kreutzer |
| 209    | Federigo Tozzi               | Con gli occhi chiusi |
| 210    | Ignazio Silone               | Fontamara |
| 211    | Alexandre Dumas              | Il tulipano nero |
| 212    | Howard Phillips Lovecraft    | La casa stregata e altri racconti |
| 213    | Aleksandr Isaevič Solženicyn | Una giornata di Ivan Denisovič |
| 214    | Alexandre Dumas              | La regina Margot |
| 215    | Alessandro Manzoni           | Storia della colonna infame |
| 216    | George Byron                 | Don Giovanni |
| 217    | Hugh Davidson                | Il signore dei vampiri |
| 218    | -                            | - |
| 219    | -                            | - |
| 220    | -                            | - |
| 221    | Émile Zola                   | Al paradiso delle signore |